# William Thomas Sampson
William Thomas Sampson (Palmyra, 9 febbraio 1840 – Washington, 16 maggio 1902) è stato un ammiraglio statunitense, conosciuto per la vittoria nella Battaglia navale di Santiago de Cuba durante la guerra ispano-americana.

## Biografia
Nacque nello stato di New York ed entrò nell'Accademia navale di Annapolis il 24 settembre 1857. Dopo essersi laureato, divenne insegnante di fisica. Nel 1864 divenne ufficiale di bordo del monitore Patapsco che faceva parte del "South Atlantic Blockading Squadron" e fu impegnato nella ricerca di mine al largo di Charleston, Carolina del Sud. Quando la nave esplose su una mina il 15 gennaio 1865 affondando con la perdita di 75 uomini fu tra i superstiti. Dopodiché servì sulla pirofregata Colorado in servizio nella squadra europea, quindi come istruttore all'accademia navale, poi nel "Bureau of Navigation" del dipartimento della marina ed infine nello sloop "Congress". Comandò la "Alert", la nave addestramento "Mayflower" e la "Swatara" mentre era in servizio all'accademia navale.
Negli anni seguenti fu assistente del supervisore dell'osservatorio navale degli Stati Uniti, quindi in comando della "Naval Torpedo Station" di Newport. Il 9 settembre 1886 divenne sovrintendente dell'accademia navale. Fu promosso capitano il 9 aprile 1889, trasferito all'arsenale navale di Mare Island per il completamento dell'incrociatore protetto San Francisco di cui prese il comando quando entrò in servizio il 9 aprile 1889. Nel giugno 1892 fu distaccato come ispettore delle munizioni all'arsenale navale di Washington e nominato capo dell'ufficio munizioni il 28 gennaio 1893. Il 15 giugno 1897 prese il comando della nave da battaglia Iowa. Il 17 febbraio 1898 divenne presidente della commissione d'indagine sull'affondamento del Maine. Il 26 marzo 1898 prese il comando del "North Atlantic Squadron" col grado temporaneo di retroammiraglio.
Bloccò la squadra dell'ammiraglio Pascual Cervera y Topete a Santiago di Cuba ma, allontanatosi per incontrare il generale Shafter, non fu presente alla battaglia quando Cervera tentò invano di allontanarsi dal porto il 3 luglio. Le navi rimanenti, al comando di Schley, distrussero la squadra spagnola, ma il giorno dopo Sampson omise completamente il ruolo di Schley nella battaglia nel suo comunicato ufficiale.
Nell'ottobre 1899 divenne comandante dell'arsenale navale di Boston. Il 9 febbraio 1902 si ritirò dal servizio.

## Guerra ispano-americana
La flotta di Sampson, dopo aver bloccato la squadra spagnola al comando dell'ammiraglio Cervera a fine maggio, si scontrò con le navi spagnole il 3 luglio 1898 nella cosiddetta battaglia navale di Santiago de Cuba quando queste tentarono di rompere il blocco ed allontanarsi.
La sua flotta era composta da 4 navi da battaglia, 2 incrociatori corazzati, una cannoniera e 3 incrociatori ausiliari contro 4 incrociatori corazzati e 2 cacciatorpediniere spagnoli. Sampson si trovava a bordo dell'incrociatore corazzato New York. Tuttavia, quella mattina il blocco era considerevolmente indebolito: alle 8,45 Sampson si era allontanato col New York scortato da una torpediniera per incontrare il generale Schafter mentre la corazzata Massachusetts si era allontanata per rifornirsi di carbone. Anche così la squadra statunitense, ora al comando di Winfield Scott Schley, poteva contare su una superiorità schiacciante e la battaglia fu una vittoria americana decisiva. Gli americani riportarono 2 morti e 10 feriti, gli spagnoli 371 morti, 151 feriti, 1 670 prigionieri e 6 navi perdute.
Sampson fu perciò ricoperto da innumerevoli onori e divenne comandante dello Squadrone del Nord Atlantico, ma morì a soli 62 anni a Washington, venendo sepolto nel cimitero nazionale di Arlington.